# Orłowiec (Rydułtowy)
Orłowiec – osiedle w Rydułtowach. 

## Historia
W 1926 r. doszło do połączenia samodzielnych dotychczas gmin: Rydułtowy Dolne, Rydułtowy Górne, Orłowiec, Radoszowy Dolne, Radoszowy Górne oraz Kolonii Buńczowiec w jedną gminę Rydułtowy liczącą około 13 tys. mieszkańców. Obecnie Orłowiec jest największym osiedlem mieszkaniowym w Rydułtowach, którego zarządcą jest Spółdzielnia Mieszkaniowa „Orłowiec”.
Katolicy mieszkający w Orłowcu należą do Parafii Matki Boskiej Uzdrowienia Chorych przy ul. Ks. Bolesława Szyszki 1, erygowanej w 1980 roku. Parafia ma własny kościół parafialny poświęcony 7 listopada 1982 roku przez bpa Herberta Bednorza.